# Constitución (Balancán)
Constitución es un ejido del municipio de Balancán ubicado en la subregión de los Ríos del estado mexicano de Tabasco.

## Geografía
La localidad se ubica a 38.9 kilómetros (en dirección sur) de la localidad de Balancán de Domínguez, la cabecera y lugar más poblado del municipio. Se sitúa en las coordenadas geográficas 18°09′18″N 91°34′39″O / 18.155000, -91.577500, a una elevación de 7 metros sobre el nivel del mar.

## Demografía
Según el Conteo de Población y Vivienda 2020, efectuado por el Instituto Nacional de Estadística y Geografía, la localidad de Constitución tiene 738 habitantes, de los cuales 375 son del sexo masculino y 363 del sexo femenino. Su tasa de fecundidad es de 2.86 hijos por mujer y tiene 38 viviendas particulares habitadas.
| Gráfica de evolución demográfica de Constitución entre 1980 y 2020 |
|                                                                    |
| INEGI.                                                             |